# André Heuzé
André Léon Louis Heuzé, més conegut. com André Heuzé (Saint-Arnoult-en-Yvelines, 5 de desembre de 1880 - 10è districte de París, 16 d'agost de 1942) va ser un guionista, director, actor cinematogràfic i dramaturg de nacionalitat francesa, actiu principalment durant l'època del cinema mut.

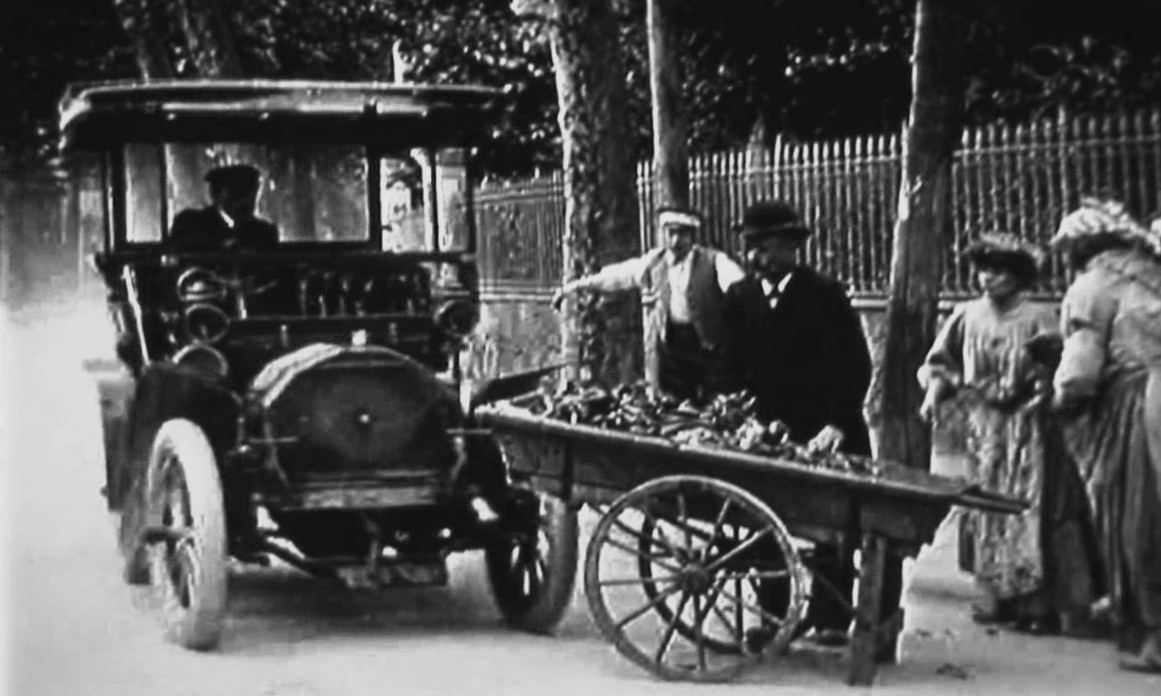
una escena del film Les débuts d'un chauffeur

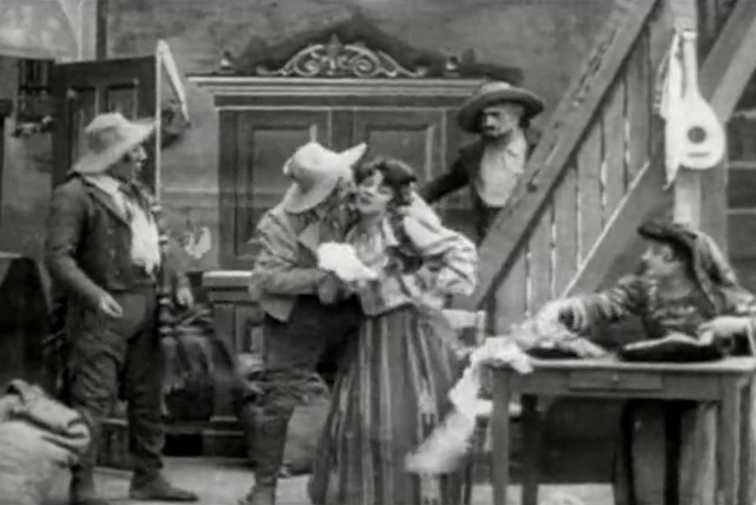
una escena del film Chiens contrebandiers

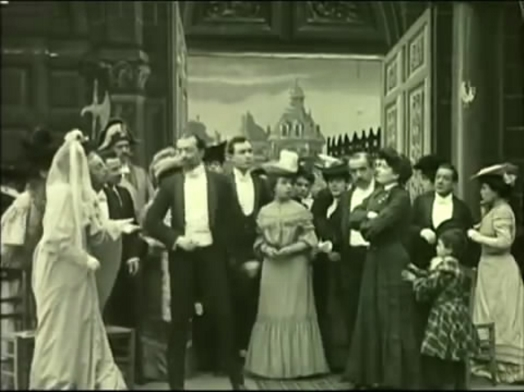
una escena del film Drame passionnel d'Albert Capellani i guió d'André Heuzé

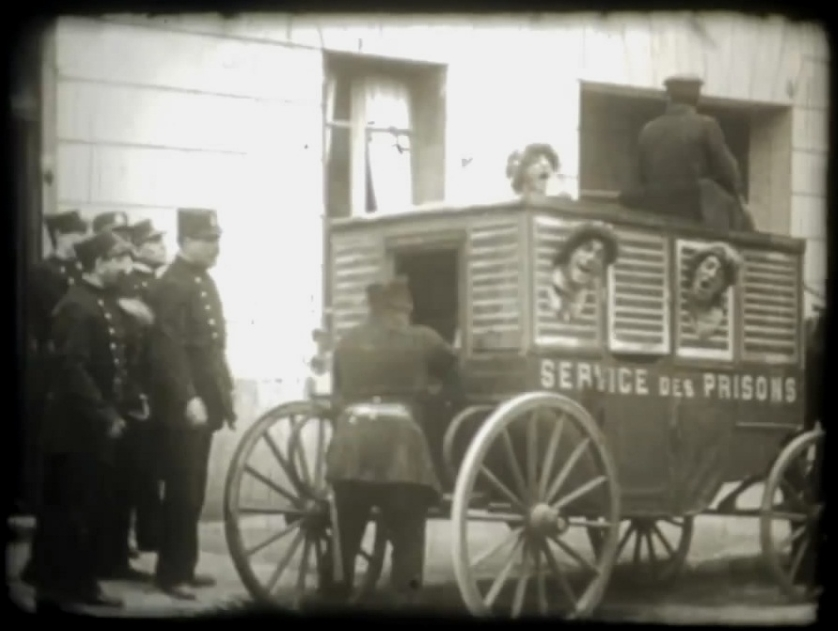
una scena del film La grève des bonnes de Charles-Lucien Lépine i guió André Heuzé

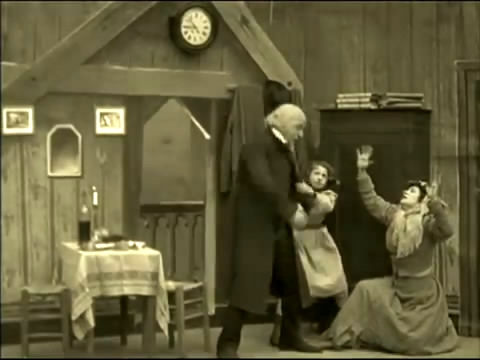
escena de La Fille du sonneur d'Albert Capellani i guió d'André Heuzé

## Filmografia parcial

### Director
- 1906 : La Course à la perruque
- 1907 : Un drame à Séville (codirigida amb Louis Gasnier}
- 1908 : Mon pantalon est décousu
- 1912 : Le Sursis
- 1912 : Ma concierge est trop jolie
- 1912-1913 : Le Bossu, amb Henry Krauss en el doble paper del títol[3]
- 1913 : De film... en aiguilles
- 1916 : Debout les morts !

### Guionista
- 1905 : Dix Femmes pour un mari de Georges Hatot, Lucien Nonguet i Ferdinand Zecca
- 1905 : Le Voleur de bicyclette
- 1906 : Boireau déménage
- 1906 : Chiens contrebandiers
- 1906 : Drame passionnel d'Albert Capellani
- 1906 : La Course à la perruque
- 1906 : La Femme du lutteur d'Albert Capellani
- 1906 : La Fille du sonneur d'Albert Capellani
- 1906 : La Grève des bonnes
- 1906 : La Voix de la conscience d'Albert Capellani
- 1906 : La Loi du pardon d'Albert Capellani
- 1906 : L'Âge du cœur d'Albert Capellani
- 1906 : Le Billet de faveur
- 1906 : Les Débuts d'un chauffeur
- 1906 : Les Dessous de Paris
- 1906 : Les Étudiants de Paris
- 1906 : Les Malheurs de Madame Durand
- 1906 : Les Meurt-de-faim
- 1906 : Mortelle Idylle d'Albert Capellani
- 1907 : À Biribi, disciplinaires français
- 1907 : La Course des belles-mères
- 1907 : La Course des sergents de ville
- 1907 : La Grève des nourrices
- 1907 : La Lutte pour la vie
- 1907 : Un drame à Séville (codirigida amb Louis Gasnier}
- 1907 : La Vengeance du forgeron
- 1907 : Les Femmes cochers
- 1908 : Le Cheval emballé
- 1908 : Mon pantalon est décousu
- 1913 : De film... en aiguilles
- 1916 : Paris pendant la guerre
- 1917: Une soirée mondaine de Henri Diamant-Berger
- 1918 : Un duel à la dynamite
- 1931 : En bordée de Joe Francis et Henry Wulschleger
- 1935 : Le Champion de ces dames
- 1936 : Le Roman d'un spahi de Michel Bernheim
- 1937 : La Fille de la Madelon
- 1937 : Les Chevaliers de la cloche
- 1938 : Ceux de demain
- 1946 : The Diary of a Chambermaid

### Actor
- 1923 : La Rue du pavé d'amour d'André Hugon
- 1925 : Le diable au cœur de Marcel L'Herbier : André Bucaille
- 1928 : La Grande Épreuve d'André Dugès i Alexandre Ryder : Roger Duchêne

## Teatre
- 1905 : Ali-Gaga, ou du Quarante à l'heure, vodevil en 1 acte
- 1909 : Tous papas, comèdia-vodevil en un acte, amb Louis Feuillade
- 1913 : La Petite Manon, òpera còmica en 4 actes, amb Maurice Ordonneau
- 1919 : La Ceinture électrique, vodevil en 1 acte, amb Étienne Arnaud
- 1923 : Lulu, garde ton cœur !, vodevil en tres actes, amb Etienne Arnaud
- 1929 : En bordée, vodevil en tres actes, amb Pierre Veber
- 1930 : L'Avant de ces dames, vodevil en tres actes, amb Pierre Veber
- 1931 : Le Roman d'une femme de chambre, peça en tres actes, amb André de Lorde segons el conte d'Octave Mirbeau
- 1932 : Bonsoir Paris, opérette
- La Madone des sleepings, amb André de Lorde, segons Maurice Dekobra
- Ma tante la moukère, amb Étienne Arnaud

## Enllaços exterms
- 18 films lligats a André Heuzé a CinéRessources.net